# Nadbiskupski arhiv u Splitu
Nadbiskupski arhiv u Splitu (lat. Archivum dioecesanum Spalati) je arhiv Splitsko-makarske nadbiskupije, danas smješten na adresi Zrinsko-frankopanska 14. Splitski nadbiskupski arhiv jedan je od najstarijih u hrvatskim krajevima, jer je splitska nadbiskupija izravna baštinica mnogo starije salonitanske biskupije, no tijekom stoljeća je vrijedan dio arhivske građe uništen u požaru i zbog kasnijeg nemarnog čuvanja arhivskog materijala.

## Povijest arhiva
Osnovan je još u ranom srednjem vijeku, a nalazio se u sklopu stare nadbiskupske palače. U njemu su se čuvali vrijedni dokumenti, arhivska građa, uključujući i isprave hrvatskih vladara. Te stare isprave i listine dao je prepisati splitski nadbiskup Dominik Luccari (1328. – 1348.) u 14. stoljeću. Naziv te zbirke je montaneum ili montanum. Posao prijepisa obavili su notar splitske komune Bonacursij pok. Prima iz Firence, privatni notar Benedikt Ivanov, notar splitskog kneza Stjepan Desideratov iz Trevisa i nadbiskupski notar Lukan Bertanov, koji je svojeručno prepisao montaneum. Ostala trojica su kolacionirali, a svjedoci tog posla bili su nadbiskup Dominik, hvarski biskup Luka, fra Matej, opat benediktinskog samostana sv. Stjepana i splitski arhiđakon Deša. Međutim bogati fond arhiva stradao je u požaru koji je zahvatio i uništio staru nadbiskupsku palaču, u noći s 30. na 31. prosinca 1506. godine, za vrijeme nadbiskupa Bernarda II. Zannea (1503. – 1514.). Neki dokumenti spašeni iz tog požara bili su kasnije pohranjeni u općinsku pismohranu. Arhivska građa ni kasnije nije bila adekvatno skladištena zbog manjka prikladnog prostora, zbog čega je arhiv stalno premještan. Pri takvim selidbama propadala je brojna arhivska građa.
Izgorena palača, koja se nalazila uz jugoistočnu kulu i dio istočnih zidina Dioklecijanove palače, nije više bila obnovljena, čemu je pridonijelo i često izbivanje nadbiskupa iz grada. Ni tijekom 17. stoljeća nadbiskupi nisu brinuli za izgradnju nove palače, već su za svoj stan i kancelariju iznajmljivali prostorije u raznim kućama u gradu. Tek je nadbiskup Bonifacije Albani (1668. – 1678.) dao odstraniti ruševine izgorjele nadbiskupske palače i 1676. godine izgraditi novu skromnu zgradu sa sjeverne strane splitske katedrale, u kojoj je bio smješten i nadbiskupski arhiv. U tih 170 godina, arhivska građa je stalno premještana, pohranjivana na više mjesta te je i dalje propadala i bivala pogubljena. Tek je nadbiskup Stjepan Cosmi (1678. – 1707.) odlučio srediti nadbiskupski arhiv, nakon što je uvidio u kakvom se neprimjerenom stanju nalazi. Međutim, donekle sređena i primjerenije pohranjena arhivska građa i dalje je bila izložena neadekvatnoj skrbi, zbog čega se osipala i propadala.
Poslije smrti posljednjeg splitskog nadbiskupa Lelija Cippica (1784. – 1807.), nadbiskupija je pune 23 godine bila bez crkvenog poglavara, što se također negativno odrazilo na sudbinu arhiva. Dodatan problem stvorila je francuska okupacija Dalmacije, jer su francuske vlasti oduzeli Crkvi brojnu pismenu građu, koju su odlučili staviti pod kontrolu civilne uprave, ali i tim postupkom je dio arhivske građe nepovratno izgubljen. U kakvom je stanju bila arhivska građa u prvim desetljećima 19. stoljeća, kada je izgubljena gotovo polovina arhivskog fonda, najbolje je u izvješću austrijskim vlastima, opisao prvi splitsko-makarski biskup Pavao Klement Miošić (1830.1837.):
| » | Arhiv starih nadbiskupa nalazio se u kancelariji smještenoj u njihovoj rezidenciji, a njegovo čuvanje bilo je povjereno njihovim kancelarima. Kad je u ožujku 1807. umro posljednji nadbiskup Lelije Cippico, francuske političke vlasti odmah su zaposjele tu rezidenciju koja je naizmjence postala boravištem vojničkih četa, delegata, škola, privatnih osoba, tko je god htio. Od općega zaposjednuća te zgrade, za koju se više nije znalo, komu zapravo propada, bilo je moguće izuzeti samo prizemne sobe, koje su pripadale staroj kancelariji. Tada su spisi stavljeni u nekoliko sanduka, u kojima se još uvijek nalaze. Nepostojanje popisa građe obaju arhiva (tj. nadbiskupskoga i kaptolskoga) pružalo je mogućmnost svim mogućim samovoljnim postupcima, pa se bojim da su se mogli izgubiti mnogi i mnogi dokumenti. | « |
|   | |   |

 Početkom 20. stoljeća arhiv je premiješten u novu Nadbiskupsku palaču, a kasnije je smješten u zgradu u kojoj se i danas nalazi.
Godine 1832. austrijske su vlasti naredile splitsko-makarskoj biskupiji da poduzmu mjere sustavnog uređenja, protokoliranja, organiziranja i adekvatnog smještaja arhiva, a taj su posao povjerile svećenicima Josipu Čobarniću i Silvestru Guini. Sljedeće je godine arhiv privremeno smješten na katu stare nadbiskupske rezidencije, a stalno je sjedište dobio tek u 20. stoljeću.
Unatoč tome, što je tijekom stoljeća znatan dio brojne i vrlo vrijedne arhivske građe propao, arhiv je i danas jedan od najbogatijih na hrvatskoj obali Jadrana.

## Inventar nadbiskupskog arhiva iz 1833. godine
Popis cjelokupne sačuvane arhivske građe splitsko-makarske biskupije izradili su 1833. godine svećenici Čobranić i Guin. Sačuvani primjerak arhivskog inventara napisan je na talijanskom jeziku, sastoji se od 82 lista veličine 243x382 mm, od kojih su ispisana 64. Inventarski popis građe nalazi se na listovima 1r-62r, a kazalo (Prospetto degli oggetti distinti nel presente protocollo) na listovima 62r-64r. Ukupno je 234 inventarska broja svrstana u 23 skupine. Skupine su oznaćene sljedećim naslovima:
1. Splitska katedralna crkva (6 inventarskih brojeva na čak 16 listova)
2. Dobra Splitske nadbiskupije (25 brojeva na pet listova)
3. Pobožne zaklade (3 broja)
4. Katedralni kaptol (7 brojeva)
5. Redovničke zajednice (3 broja)
6. Laičke bratovštine (1 broj na listovima 25-26)
7. Sinode i biskupijski pohodi (16 brojeva)
8. Nadbiskupsko sjemenište (1 broj)
9. Podjeljivanje sakramenata (18 brojeva)
10. Potvrđivanje izbora župnika (8 brojeva)
11. Očinska dobra dodijeljena klericima (1 broj)
12. Crkvene nadarbine i patronatsko pravo (5 brojeva)
13. Crkvena disciplina (4 broja)
14. Civilne sudske parnice (11 brojeva)
15. Krivične parnice prrotiv laičkih i svećeničkih osoba (21 broj)
16. Ženidbena pitanja (27 brojeva)
17. Službeno dopisivanje (23 broja)
18. Matični izvatci i popisi župljana, tzv. stanja duša (9 brojeva)
19. Mješovita pitanja biskupske kurije (13 brojeva)
20. Parnice podignute u Šibenskoj biskupiji, a zbog priziva rješavane u Splitu (9 brojeva)
21. Parnice podignute u Hvarskoj biskupiji zbog priziva rješavane u Splitu (10 brojeva)
22. Parnice podignute u Trogirskoj biskupiji zbog priziva rješavane u Splitu (9 brojeva)
23. Mješoviti predmeti (4 broja)